# 1962-es Formula–1 dél-afrikai nagydíj
Az 1962-es Formula–1-es világbajnokság szezonzáró futama a dél-afrikai nagydíj volt.

## Futam
A nagydíjat követően megrendezték a nem világbajnoki mexikói nagydíjat, ahol Rodríguez baleset következtében meghalt egy Rob Walker-Lotusban. Ezután két versenyt rendezték Dél-afrikában (Kyalamiban Clark, míg Durbanben Taylor nyert), az utóbbi versenyen meghalt Gary Hocking, szintén egy Lotusban.
Az évad utolsó világbajnoki versenyét East-Londonban rendezték december végén. Ez volt az első dél-afrikai nagydíj, amelyre 90 ezer néző látogatott ki összesen. Clark szerezte meg a pole-t Hill, Brabham és Ireland előtt.
A rajtnál Clark megtartotta a vezetést, míg Hill a továbbiakban nem tudta tartani a skót tempóját. Eközben a harmadik helyért McLaren, Surtees és Maggs harcolt egymással. 20 kör után Clark 13 másodperccel vezetett, Surtees pedig kiesett motorhiba miatt. 25 körrel a leintés előtt Clark Lotusa füstölni kezdett, a 62. körben pedig a boxba hajtott olajszivárgás miatt. Hill ezzel megszerezte a világbajnoki címet, majd megnyerte a versenyt is McLaren és Maggs Cooperje, valamint Brabham előtt.
Graham Hill 42 ponttal szerezte meg első egyéni bajnoki címét Clark (30), McLaren (27) és Surtees (19) előtt. A BRM 42 ponttal konstruktőri bajnok lett a 36 pontos Lotus és a 29 pontot szerző Cooper előtt.
| Helyezés | #  | Versenyző               | Csapat/Motor      | Futott körök | Idő/Kiesés oka                 | Rajthely | Pontszám |
| -------- | -- | ----------------------- | ----------------- | ------------ | ------------------------------ | -------- | -------- |
| 1        | 3  | Graham Hill             | BRM               | 82           | 2:08:03,3                      | 2        | 9        |
| 2        | 8  | Bruce McLaren           | Cooper-Climax     | 82           | + 49,8                         | 8        | 6        |
| 3        | 9  | Tony Maggs              | Cooper-Climax     | 82           | + 50,3                         | 6        | 4        |
| 4        | 10 | Jack Brabham            | Brabham-Climax    | 82           | + 53,8                         | 3        | 3        |
| 5        | 11 | Innes Ireland           | Lotus-Climax      | 81           | + 1 kör                        | 4        | 2        |
| 6        | 20 | Neville Lederle         | Lotus-Climax      | 78           | + 4 kör                        | 10       | 1        |
| 7        | 4  | Richie Ginther          | BRM               | 78           | + 4 kör                        | 7        |          |
| 8        | 18 | John Love               | Cooper-Climax     | 78           | + 4 kör                        | 12       |          |
| 9        | 5  | Bruce Johnstone         | BRM               | 76           | + 6 kör                        | 17       |          |
| 10       | 14 | Ernie Pieterse          | Lotus-Climax      | 71           | + 11 kör                       | 13       |          |
| 11       | 15 | Carel Godin de Beaufort | Porsche           | 70           | Üzemanyagrendszer              | 16       |          |
| Kiesett  | 1  | Jim Clark               | Lotus-Climax      | 62           | Olajszivárgás                  | 1        |          |
| Kiesett  | 21 | Doug Serrurier          | LDS-Alfa Romeo    | 62           | Hűtő                           | 14       |          |
| Kiesett  | 7  | Roy Salvadori           | Lola-Climax       | 56           | Üzemanyag-szivárgás            | 11       |          |
| Kiesett  | 22 | Mike Harris             | Cooper-Alfa Romeo | 31           | Kerékcsapágy                   | 15       |          |
| Kiesett  | 6  | John Surtees            | Lola-Climax       | 26           | Motorhiba                      | 5        |          |
| Kiesett  | 2  | Trevor Taylor           | Lotus-Climax      | 11           | Váltó                          | 9        |          |
| Vi       | 12 | Gary Hocking            | Lotus-Climax      |              | Edzés közben életét vesztette  |          |          |
| Vi       | 16 | Syd van der Vyver       | Lotus-Climax      |              | Az autó megrongálódott         |          |          |
| Vi       | 17 | Tony Settember          | Emeryson-Climax   |              |                                |          |          |
| Vi       | 19 | Sam Tingle              | Lotus-Climax      |              | A versenyző máshol versenyzett |          |          |

## A világbajnokság végeredménye
| H   | Versenyzők     | Pont    | H   | Konstruktőrök  | Pont    |
| --- | -------------- | ------- | --- | -------------- | ------- |
| 1.  | Graham Hill    | 42 (52) | 1.  | BRM            | 42 (56) |
| 2.  | Jim Clark      | 30      | 2.  | Lotus-Climax   | 36 (38) |
| 3.  | Bruce McLaren  | 27 (32) | 3.  | Cooper-Climax  | 29 (37) |
| 4.  | John Surtees   | 19      | 4.  | Lola-Climax    | 19      |
| 5.  | Dan Gurney     | 15      | 5.  | Porsche        | 18 (19) |
| 6.  | Phil Hill      | 14      | 6.  | Ferrari        | 18      |
| 7.  | Tony Maggs     | 13      | 7.  | Brabham-Climax | 6       |
| 8.  | Richie Ginther | 10      | 8.  | Lotus-BRM      | 1       |
| 9.  | Jack Brabham   | 9       | 9.  | De Tomaso-Osca | 0       |
| 10. | Trevor Taylor  | 6       | 10. | de Tomaso      | 0       |

A teljes lista)

### Statisztikák
Vezető helyen:
- Jim Clark: 61 (1-61)
- Graham Hill: 21 (62-82)
- Graham Hill 4. győzelme, Jim Clark 6. pol pozíció , 6. leggyorsabb köre.
- BRM 5. győzelme.
- Roy Salvadori utolsó versenye.